# Bolbohamatum pyramidifer
Bolbohamatum pyramidifer es una especie de coleóptero de la familia Geotrupidae.

## Distribución geográfica
Habita en la India.